# Relations entre le Bangladesh et la Grèce
Les relations entre le Bangladesh et la Grèce sont les relations bilatérales de la république populaire du Bangladesh et de la République hellénique. Les relations diplomatiques entre les deux pays ont été établies en mars 1972, lorsque la Grèce est devenue l'un des premiers pays à reconnaître le Bangladesh.

## Relations diplomatiques
La Grèce a reconnu le Bangladesh le 11 mars 1972. Cette reconnaissance est intervenue à la suite du retour au pays de Sheikh Mujibur Rahman en janvier 1972. Les deux pays ont des points de vue communs sur de nombreuses questions régionales et mondiales. Les relations entre le Bangladesh et la Grèce sont toujours restées amicales.
L'ambassade du Bangladesh à Athènes a été créée en juillet 2009. La Grèce a un consulat général à Dacca.

## Visites d'État
En 2013, l'ancien ministre grec de l'ordre public et de la protection des citoyens, Nikolaos Dendias, a effectué une visite officielle à Dacca et y a rencontré la ministre des affaires étrangères bangladaise, Dipu Moni. Le 29 octobre 2019, le ministre des affaires étrangères du Bangladesh, le Dr Abul Kalam Abdul Momen (en), a effectué une visite officielle à Athènes pour y rencontrer son homologue grec, Nicolas Dendias.

## Relations économiques
Le Bangladesh et la Grèce ont montré un intérêt mutuel à développer le commerce et les investissements bilatéraux. Les vêtements confectionnés par le Bangladesh, les produits pharmaceutiques, la céramique, les produits en jute, les aliments surgelés et les articles en cuir ont été identifiés comme des produits ayant un énorme potentiel sur le marché grec. La Grèce a également manifesté son intérêt pour l'importation de navires en provenance du Bangladesh. Le Bangladesh a sollicité la coopération de la Grèce pour développer ses secteurs de l'agriculture, du transport maritime, du tourisme, des technologies de l'information et de la communication et des énergies renouvelables.

## Expatriés grecs au Bangladesh
En 2009, environ 20 000 expatriés bangladais vivaient en Grèce. La communauté est principalement basée dans la capitale, Athènes.